# Rubus huttonii
Rubus huttonii är en rosväxtart som beskrevs av Liberty Hyde Bailey. Rubus huttonii ingår i släktet rubusar, och familjen rosväxter. Inga underarter finns listade i Catalogue of Life.